# Ягмур Ахмет Гульдере
Ягмур Ахмет Гюльдере (тур. Yağmur Ahmet Güldere, 1976, Париж) — турецький дипломат. Надзвичайний і Повноважний Посол Турецької Республіки в Україні (2018–2023).

## Життєпис
Народився 1976 року в Парижі. Початкову та середню освіту здобув в Анкарському коледжі Турецького Товариства Освіти. У 1997 році закінчив університет "Бількент" (Анкара), міжнародні відносини, Факультет економіки, адміністративних та соціальних наук Володіє англійською, російською та французькою мовами.
З 1997 року на дипломатичній роботі в Міністерстві закордонних справ Туреччини.
У 1997—2000 рр. — Аташе, Департамент країн Америки МЗС Туреччини
У 2000—2003 рр. — Третій секретар, Посольство Туреччини в Сирії
У 2003—2005 рр. — Другий секретар, Постійне представництво Туреччини в ЄС
У 2005—2007 рр. — Перший секретар, Спеціальне представництво в Іраку
У 2007—2012 рр. — Радник, Посольство Туреччини в РФ. Брав активну участь у розв'язанні кризи у відносинах між Росією і Туреччиною.
У 2012—2016 рр. — Начальник управління, Департамент країн Східної Європи
З травня 2016 по грудень 2018 рр. — Посланник, Заступник генерального директора Департаменту країн Східної Європи при Міністерстві закордонних справ Туреччини.
14 вересня 2018 року — призначений Надзвичайним і Повноважним Послом Турецької Республіки в Україні.
11 лютого 2019 року — вручив вірчі грамоти Президенту України Петрові Порошенко.
У 2021 році здійснив поїздку у Тернопільську область з метою інвестування у потенційні проекти, заключення угод.

## Нагороди
- Орден «За заслуги» ІІ ступеня (Україна, 4 вересня 2023) — за вагомий особистий внесок у зміцнення міждержавного співробітництва, підтримку державного суверенітету та територіальної цілісності України, популяризацію Української держави у світі[7].